# Gedenkstätte Zeche Radbod

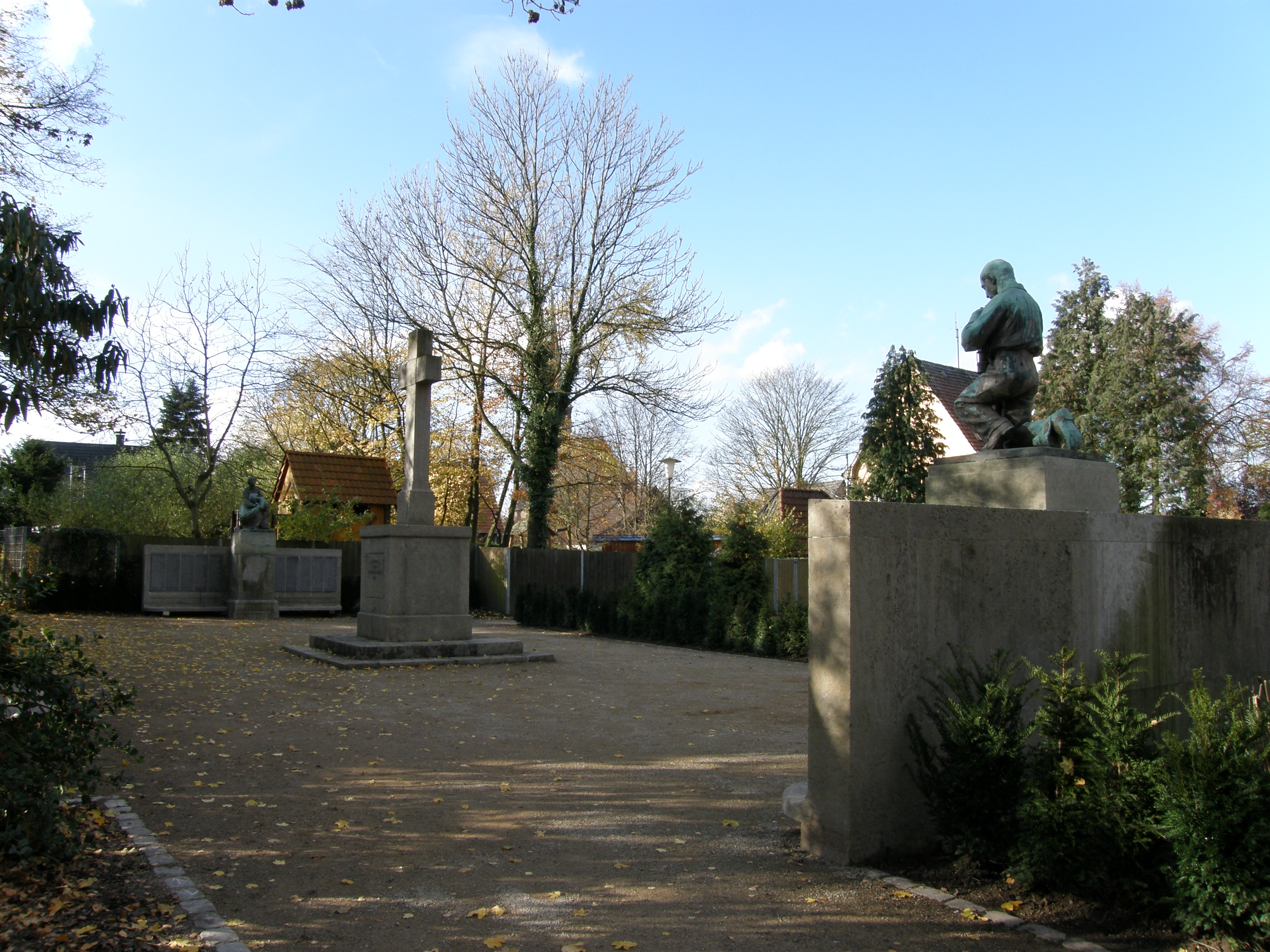
Denkmal auf dem Ehrenfriedhof in Hövel

Die 1911 errichtete Gedenkstätte Zeche Radbod erinnert an das Grubenunglück auf der Zeche Radbod im Jahr 1908. Das Grubenunglück kostete 349 Menschen das Leben und hatte erhebliche Auswirkungen auf das soziale Leben der Betroffenen und die technische Ausrüstung der Zechen im Ruhrgebiet. Die Gedenkstätte ist heute, wie die Zeche selbst, ein Teil der Route der Industriekultur.

## Standort und Aufbau
Die 1911 errichtete Gedenkstätte befindet sich auf dem Ehrenfriedhof in Bockum-Hövel, Ecke Ermlinghofstraße/Fritz-von-Twickel-Weg. Die beiden gegenüberliegenden Gedenktafeln mit den Namen der Opfer wurden in Form des vorderen Teils einer Kirchenbank, einschließlich des typischen Kniebretts gestaltet. Jede Bank wird durch einen Sockel unterbrochen, der auf der einen Seite einen knienden Knappen mit Keilhaue und Grubenlampe und auf der anderen Seite eine weinende, kniende Witwe mit ihrer halbwüchsigen Tochter trägt. Zwischen diesen beiden Installationen befindet sich auf freier Fläche ein weiterer Sockel, der ein steinernes Kreuz trägt. Eine Sockelseite trägt die Inschrift: „Dem Andenken der auf Zeche Radbod am 12. November 1908 verunglückten Bergleute.“
Das Denkmal wurde von dem Bildhauer Ernst Müller-Braunschweig geschaffen. Die Tafeln mit den Namen der Opfer wurden im Oktober 2008 wegen Verwitterung erneuert.

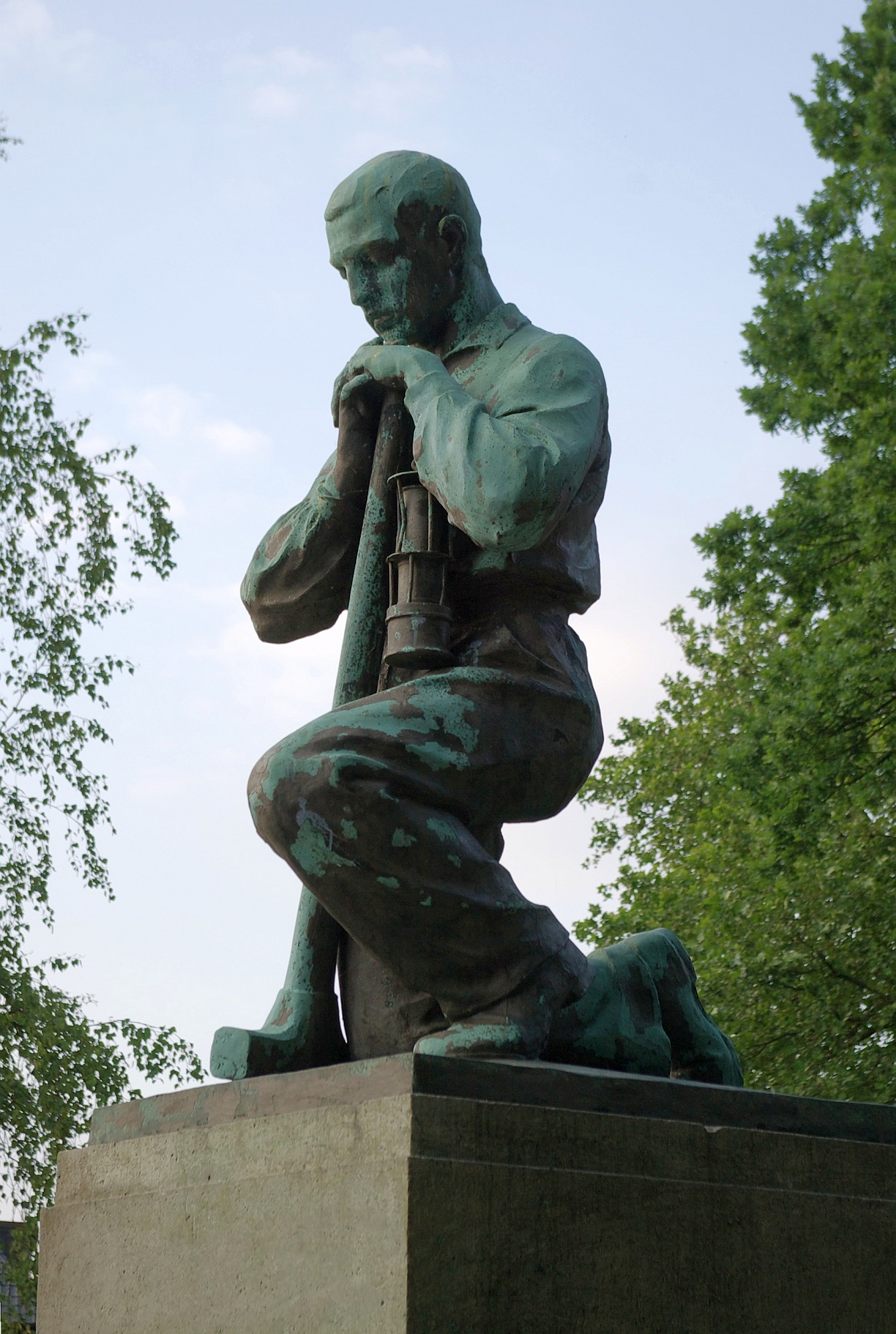
Der kniende Knappe
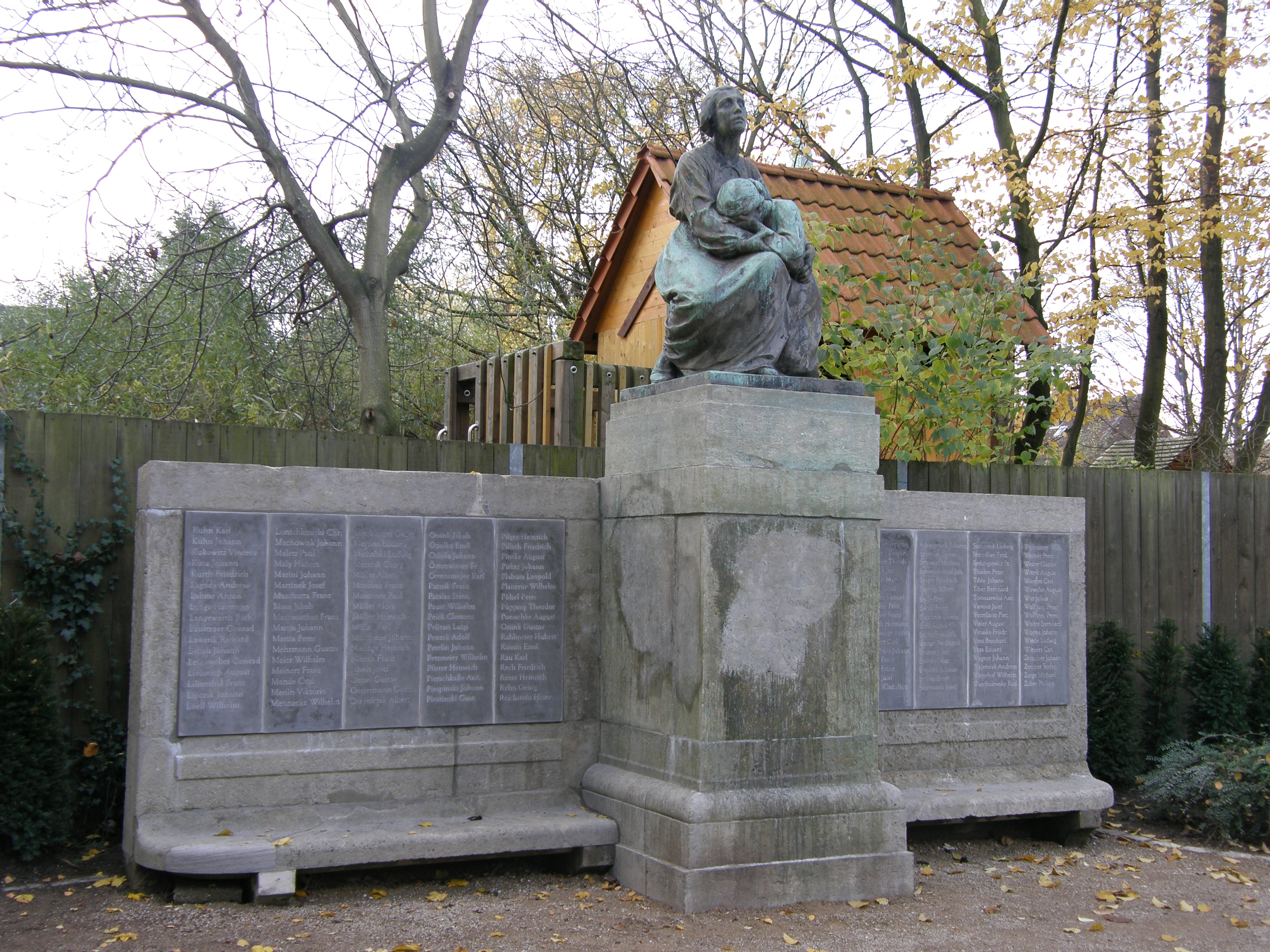
Die trauernde Witwe
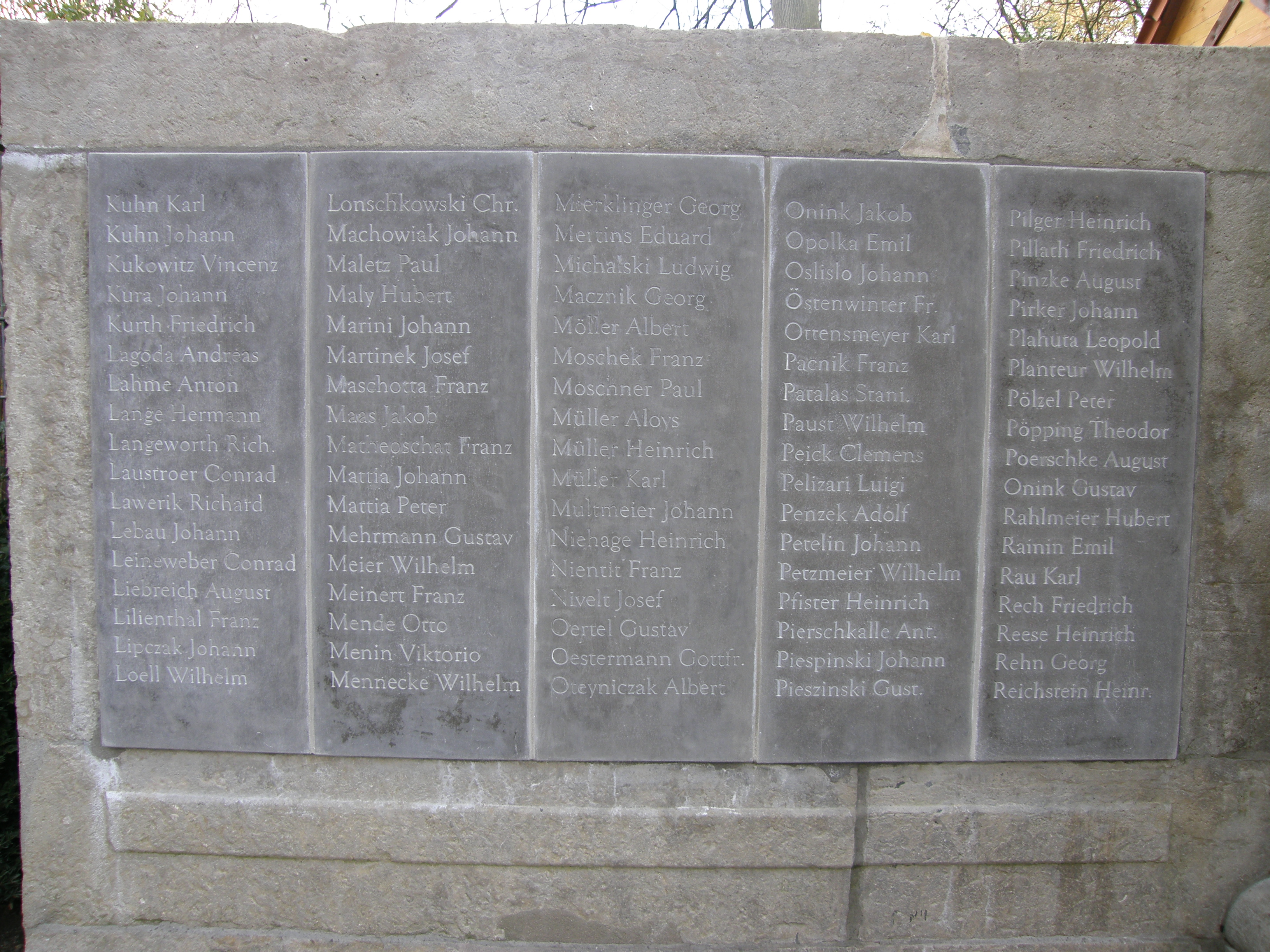
Eine der Tafeln mit den Namen der Opfer
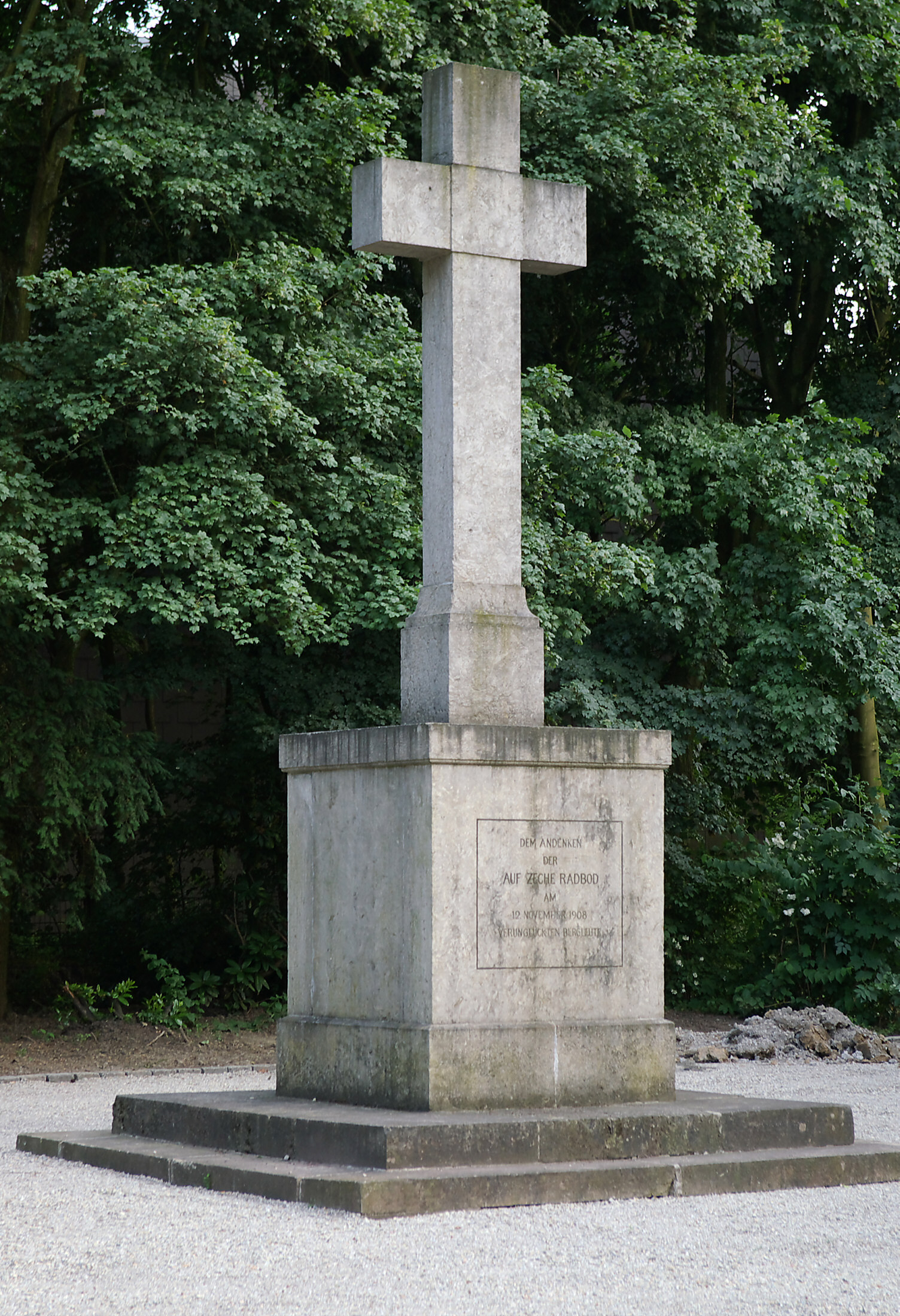
Kreuz in der Mitte des Platzes

## Das Unglück

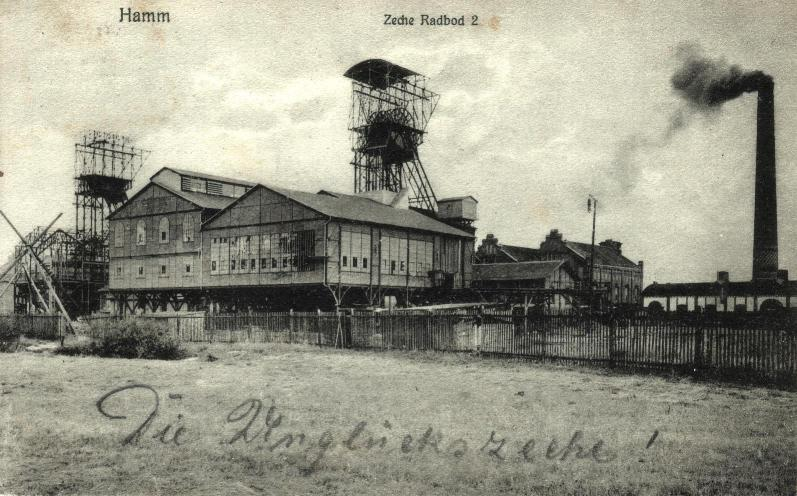
Postkarte, 1908, mit der Handschrift „Die Unglückszeche“

Am frühen Morgen des 12. November 1908 ereignete sich ein Grubenunglück auf der Zeche Radbod, das bis dahin schwerste des deutschen Steinkohlebergbaus. Durch eine Schlagwetterexplosion mit anschließendem Grubenbrand kam fast die gesamte Mannschaft der Nachtschicht (349 Kumpel) ums Leben, 35 weitere wurden teilweise schwer verletzt. Nur 36 der Toten konnten geborgen und in 2 Massengräbern auf dem alten Friedhof in Hövel beigesetzt werden, die restlichen Toten wurden später gefunden oder verblieben am Unglücksort.
Ausgelöst wurde die Schlagwetterexplosion durch eine defekte Benzin-Sicherheitslampe oder eine Sprengung in einem Flöz.
Das Unglück kann als einer der wichtigen Ausgangspunkte angesehen werden, unabhängige Sicherheitsbehörden im Bergbau zu schaffen. Die benzinbetriebenen Wetterlampen wurden weitgehend durch elektrische Sicherheitslampen ersetzt.